# Campus côtier de Kioloa
 (mai 2023).
Si vous disposez d'ouvrages ou d'articles de référence ou si vous connaissez des sites web de qualité traitant du thème abordé ici, merci de compléter l'article en donnant les références utiles à sa vérifiabilité et en les liant à la section « Notes et références ».
Le campus côtier de Kioloa (en anglais : Kioloa Coastal Campus) est un petit campus géré par l'Université nationale australienne à Kioloa (en), sur la côte sud de la Nouvelle-Galles du Sud. Il est utilisé pour les études dans certaines branches scientifiques.

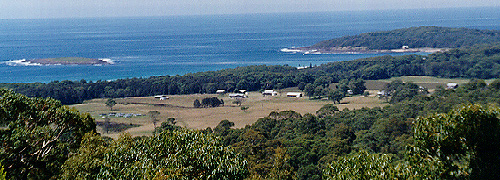
Le campus côtier de Kioloa au début de l'an 2000.

Il fut créé en 1975, quand Joy London[Qui ?] offrit à l'université une propriété de 3,48 km². L'accord entre London et l'Université indiquait que la propriété « devait être utilisée principalement pour l'enseignement et la recherche dans le domaine des sciences ». La propriété devint la « Edith and Joy London Foundation » ; elle est maintenant plus connue sous le nom de Kioloa Coastal Campus (KCC).
Le campus est formé d'un certain nombre de logements en bois (dont la plupart sont en cours de restauration), d'un bâtiment central en bois pour la recherche et l'enseignement et d'un centre d'accueil où les visiteurs peuvent cuisiner et se restaurer.
Le centre pilote « Kioloa Global Land Cover Test Site » (GLCTS) est basé sur le campus.